# Jadunia biroi
Jadunia biroi là một loài thực vật có hoa trong họ Ô rô. Loài này được (Lindau & K. Schum.) Lindau mô tả khoa học đầu tiên.